# Tuomaansaari (ö i Lappland, Östra Lappland, lat 66,58, long 26,79)
Tuomaansaari är en ö i Finland. Den ligger i sjön Misijärvi och i kommunen Kemijärvi i den ekonomiska regionen  Östra Lapplands ekonomiska region  och landskapet Lappland, i den norra delen av landet, 700 km norr om huvudstaden Helsingfors. Öns area är 1,2 hektar och dess största längd är 160 meter i nord-sydlig riktning.